# Jeziorki Byczyńskie

Dzielnice Jaworzna

Jeziorki Byczyńskie – część oraz dzielnica Jaworzna, w województwie śląskim, w południowej Polsce. Położona jest we wschodniej części miasta. Dzielnica posiada głównie zabudowę jednorodzinną i rolniczą. Dawniej wraz z Jeziorkami Jaworznickimi stanowiła jedną miejscowość. Została włączona w granice Jaworzna w XX w.
Graniczy z dzielnicą Wilkoszyn na północy, na wschodzie z wsią Balin, na południu z dzielnicami Koźmin oraz Byczyna, na zachodzie ze Śródmieściem.

## Historia
Do 1954 roku Jeziorki były dzielnicą Jaworzna. W związku z reformą administracyjną Polski w 1954 roku, Jeziorki odłączono od Jaworzna i włączono do nowo utworzonej gromady Byczyna w powiecie chrzanowskim w województwie krakowskim. Jednak już 1 stycznia 1955 część miejscowości Jeziorek, tzw. Jeziorki Jaworznickie, włączono z powrotem do Jaworzna.  Pozostała poza granicami miasta część przyjęła nazwę Jeziorki Byczyńskie. W 1971 roku Jeziorki Byczyńskie liczyły 595 mieszkańców i stanowiły sołectwo w gromadzie Byczyna.
1 stycznia 1973 Jeziorki Byczyńskie weszły w skład nowo utworzonej gminy Byczyna. 19 października 1974 włączone je do miasta Jaworzno.
Poodział na dwie części miasta (Jeziorki Jaworznickie i Jeziorki Byczyńskie) – mimo geograficznej bliskości – utrwalił się poprzez 20 lat odrębności administracyjnej i do dziś są to osobne części miasta.

## Ważniejsze obiekty
- Kościół parafialny pod wezwaniem św. Józefa Rzemieślnika
- Szkoła Podstawowa nr 19 im. Mikołaja Kopernika
- Kopalnia piasku "Jeziorki"
- Pomnik Partyzantów zamordowanych przez hitlerowców
- Staw łowny

## Ulice
- Kasztanowa (główna)
- Herbowa (część)
- Morgowa
- Łanowa (część)
- Grzybowa
- Podlaska
- Dożynkowa
- Michała Drzymały (część)
- Leonida Teligi
- Janusza Korczaka
- Insurekcji Kościuszkowskiej (część)
- Arnolda Preglera